# Thalamoporella contiguacurva
Thalamoporella contiguacurva är en mossdjursart som beskrevs av Soule, Soule och Chaney 1992. Thalamoporella contiguacurva ingår i släktet Thalamoporella och familjen Thalamoporellidae. Inga underarter finns listade i Catalogue of Life.